# Curado (bebida)

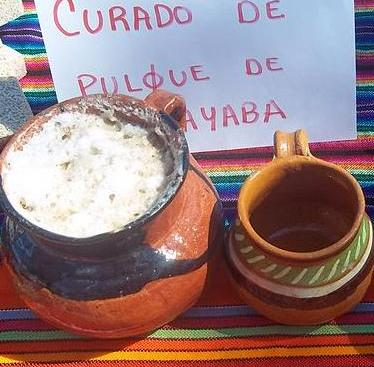
Curado

Un curado es una bebida típica de México, preparada a base de pulque y fruta y algún endulzante como miel o azúcar. Se le tiene como una bebida tradicional mexicana.
Se prepara machacando la fruta seleccionada e hirviéndola con poca agua y azúcar o miel de abeja hasta espesar, se dejar enfriar y se mezcla con pulque.
Las recetas más tradicionales de curado son las de pulque con tunas rojas, fresa, nuez y guayaba, pasando por algunas con chocolate o chile. En la actualidad, su preparación abarca otro tipo de frutas como kiwi y piñón rosa.
En los expendios de pulque se los pide por un sobrenombre, que puede contener una relación ofensiva o alusiva a su color, así por ejemplo el pulque natural se denomina «de ajo», debido a que en la jerga popular mexicana significaría «de ajo-dido» por ser natural y carecer de endulzantes que incrementarían su costo.
- Datos: Q5794872